# Jardin public d'Albert
El Jardín público de Albert (en francés: Jardin public d'Albert)  es un parque público paisajista a la inglesa y jardín botánico en Albert, Francia.
Este jardín botánico está inscrito en su totalidad según el Inventaire supplémentaire de «Monument Historique (France)» MH (2009).

## Localización
El jardín botánico se encuentra situado en el centro de la población al pie de los vestigios de las antiguas murallas.
Jardin public d'Albert Albert, Somme, Picardie, Francia.
Planos y vistas satelitales.49°54′06″N 2°17′47″E / 49.90167, 2.29639
Se encuentra abierto al público todos los días del año.

## Historia
En siglo XV, el pueblo de Albert alquiló los prados que eran propiedad del señor, situados al pie de las murallas. En algunos de estos campos, colocó el jardín de los arqueros. Estos son los lugares que fueron el origen del parque.
Además, la ampliación del castillo, al este, había un "grand jardin" (actual plaza de Emile Leturcq) se convirtió, a mediados del siglo XIX, en un paseo público de 3 hectáreas que albergaba el mercado de caballos y una plaza. Por otro lado, la "Villa des Rochers" propiedad de Émile Comte, un acaudalado industrial, tenía un gran jardín con fósiles, cuevas y cascadas, a los pies de las antiguas murallas.

### Jardín actual
La población de Albert fue totalmente destruida durante la Primera Guerra Mundial así como su jardín público. Después de la guerra, el espacio de este último se redujo y fue reestructurado, en relación con la reconstrucción de la ciudad. El espacio del 'gran jardín' fue transformado en una plaza y se construyeron edificios públicos como el ayuntamiento o la escuela. El parque de "Villa des Rochers" y el espacio debajo de las murallas se incluyen en el nuevo jardín público.
Desde el período de entreguerras, la aparición del parque sigue siendo el mismo en su entorno.
La unidad y la calidad de su diseño - homogéneo - se han ganado el jardín público de Albert el reconocimiento de estar inscrito en su totalidad como un monumento histórico desde el 16 de febrero de 2009.

## Características
Se trata de un jardín inglés con:
- Rejas de la entrada,
- Pasos,
- Quiosco
- Río
- Instalación hidráulica:
  - Cascada,
  - Charca,
  - Serpentina,
  - Fuente,
- Estatua,
- Césped,
- Parterres...

Situado a los pies de las antiguas murallas de la ciudad, que están atravesadas por el río  Ancre que debido al desnivel ha creado una cascada de siete metros de altura, que una vez fue utilizada por las plantas metalúrgicas locales.
En su parte sur, las concreciones rocosas toba tienen oquedades con apariencia de cueva.
Un brazo del Ancre canalizado atraviesa la zona ajardinada y una fuente "La porteuse d'eau" ("La aguadora") que fue ofrecida a la ciudad de Albert por la ciudad de Ain Témouchent de Argelia en el año 1930.
Un arboretum cuenta con más de 35 especies, tales como:
- Cedro de Líbano,
- Roble pedunculado,
- Arce japonés,
- Sicomoro púrpura,
- Nogal,
- Castaño de indias
- Plátano de sombra,
- Paulownia,
- Sauce llorón,
- Serbal de los cazadores,
- Tilo...

Una estatua de sirena, plantas perennes y arbustos complementan el dispositivo de ajardinamiento.
A lo largo de las murallas, cerca de las escaleras de la entrada principal, en una sala del  "Museo de Somme de 1916" se construyó una tienda de regalos y se encuentra la salida.